# 拉辛 (密蘇里州)
拉辛（英語：Racine）是位於美國密蘇里州牛頓縣的非建制地區。

## 歷史
拉辛的郵局自1869年營運至今。

## 地理
拉辛所處的海拔為高於海平面293米（即961英呎），而該地所採用的時區為UTC-6，即北美中部時區（CST）。同時該地設有夏令時間，為UTC-6調快一小時，即UTC-5（CDT）。